# Governador Valadares
Governador Valadares és un municipi brasiler de l'interior de l'estat de Minas Gerais, a la regió sud-est del país. Es troba a la vall del Rio Doce, a uns 320 km a l'est de Belo Horizonte, la capital de l'estat.
Ocupa una superfície de poc més de 2.342 km², dels quals aproximadament 58 km² són les zones urbanes. La seva població el 2020 era de 281.046 habitants, la qual cosa la fa la novena ciutat més poblada de Minas Gerais.
Fins al 1939, la ciutat s'anomenava Figueira. Anteriorment també s'havia dit Santo Antônio da Figueira.
L'any 2010, la població era de 88.856 blancs (33,70%), 24.731 negres (9,38%), 3.262 asiàtics (1,24%), 146.463 mestissos (55,54%), 335 indígenes (0,13%) i 42 sense declaració (0,02%). Tenint en compte la regió de naixement, 254.991 van néixer al sud-est (96,7%), 5.060 al nord-est (1,92%), 641 al sud (0,24%), 535 al centre-oest (0,2%) i 473 a la regió Nord (0,18%). 245.654 habitants eren de Mines Gerais (93,16%) i, d'aquest total, 175.328 van néixer a Governador Valadares (66,49%). Entre els 18.035 d'altres estats, Espírito Santo va ser l'estat amb més habitants d'origen, amb 4.360 persones (1,65%), seguit de Bahia, amb 3.023 residents (1,15%), i de São Paulo, amb 2.656 habitants residents al municipi (1,01%).
Administrativament, el municipi està dividit en 13 districtes, a més de la seu: Alto de Santa Helena, Baguari, Brejaubinha, Chonin, Chonin de Baixo, Córrego dos Bernardos, Derribadinha, Vila Nova Floresta, Goiabal, Penha del Cassiano, Santo Antônio do Pontal, São José del Itapinoã i São Vítor. L'última alteració en la divisió distrital va ser amb la creació del districte de Córrego dels Bernardos per la llei n. 6.848, de 15 de desembre de 2017. El perímetre urbà es troba dividit en 83 barris oficials segon l'IBGE, i el de Santa Rita és el més poblat, amb 19 687 habitants.